# 吉達旗桿
吉達旗桿（阿拉伯语：‎），位於沙特阿拉伯麥加省吉達市阿卜杜拉國王廣場的旗桿。高171米（561英尺），從2014年9月23日到2021年12月26日，是世界上最高的旗杆，其後被埃及開羅旗桿以201.952米（662.57英尺）的高度取代。
旗桿於2014年9月由 Abdul Latif Jameel Community Initiative 和 Al-Babtain Power & Telecom 建造，重達500噸。旗桿部分由 Gulf Haulage and Heavy Lift Company 擁有的 Liebherr LR 1750 履帶式起重機吊裝，吊臂長182米。
該旗桿打破了此前由塔吉克斯坦杜尚別旗桿保持的165米（541英尺）紀錄。杜尚別旗桿之前的紀錄保持者包括162米（531英尺）亞塞拜然的國家旗桿和160米（520英尺）朝鮮的板門店旗桿。
懸掛的沙特阿拉伯國旗，長49.5米（162英尺），闊33米（108英尺），重570公斤（1,260英磅），於2014年9月23日沙特阿拉伯國慶日首次升起。
吉達旗桿位於阿卜杜拉國王廣場中心，周圍環繞著代表沙特阿拉伯13個省份的13盞燈。占地26000平方米的公園，又名「兩聖地忠僕廣場」，位於吉達北濱海路旁。三分之一覆蓋著植物，它代表著沙特阿拉伯的國徽——兩把劍和棕櫚樹。